# Język luang
Język luang – język austronezyjski używany w prowincji Moluki we wschodniej Indonezji, na wyspach między Babar a Kisar. Według danych z 1995 roku posługuje się nim 18 tys. osób.
Jego użytkownicy zamieszkują wyspy: Moa, Lakor, Luang, Sermata, Wetan oraz zachodnią część Babar, a także wsie Isu i Layeni na wyspie Teun.
Ethnologue wyróżnia dialekty: moa, lakor, luang, wetan (wetang). Jest bliski leksykalnie językowi leti (z wyspy Leti), ale według Ethnologue nie jest z nim dobrze wzajemnie zrozumiały. K.B. Taber i M.H. Taber (2015) uznają leti za kolejny dialekt luang, a odmiany wysp Moa, Lakor i Luang (a także Sermata) rozpatrują jako jeden dialekt (luang właściwy). Występuje pewne zróżnicowanie w obrębie poszczególnych dialektów. Istnieje rozbudowany rejestr rytualny (lir marna).
Częsta jest wielojęzyczność. Jego użytkownicy komunikują się także w lokalnym malajskim (ambońskim). Ludność Luang często wchodzi w kontakt z innymi społecznościami, a malajski jest powszechnie wykorzystywany w kontaktach handlowych. W użyciu są również inne języki (indonezyjski, kisar, leti). 
Dialekt leti został stosunkowo dobrze opisany, ale materiały nt. dialektu luang są mocno ograniczone (poświęcono mu publikację SIL z 2015 r.). Zebrano również pewne dane z dialektu wetan. Jest zapisywany alfabetem łacińskim.